# ابن العليف المكي
شهاب الدين أحمد بن الحسين بن محمد المكّي المعروف بـابن العُلَيْفِ المَكّيُّ (1447 - 1520 م) (851 هـ - 926 هـ) كاتب وشاعر وناسخ حجازي اشتهر بـشاعر البطحاء. ولد في مكة ورحل إلى القاهرة وتتلمذ على علمائها وتكسّب بالنساخة. رجع إلى وطنه وسكن في مدينة وألف للسطان بايزيد الثاني كتابًا سماه الدر المنظوم في مناقب سلطان الروم ومدحه فيه بقصيدة رائية ومدح معه نفرًا من الأمراء العثمانيين فرتب له خمسين دينارًا سنويًا. ومدح شريف مكة بركات بن محمد فحظى عنده إلى أن توفي مريضًا في مكة. وله أيضًا كتاب الشهاب الهاوي على منشئ الكاوي ردًا على كتاب السيوطي الكاوي لدماخ السّخاوي. 

## سيرته
هو شهاب الدين أحمد بن الحسين بن محمد بن الحسين بن عيسى بن محمد بن مسلم المعروف بابن العُليف المكي. ولد في جمادى الأولى 851 هـ/ يوليو 1447 في مكة بإيالة الحبشة العثمانية ونشأ فيها وحفظ القرآن ثم سمع من بعض علماء منهم تقي الدين أبو الفضل محمد بن محمد بن فهد المكي (787 - 871 هـ) ونجم الدين عمر بن محمد المكّي (812- 885 هـ) والفقيه يحيى بن أحمد العلمي المغربي نزيل مكة.	

ثم سافر إلى القاهرة مرارًا وسمع من محمد بن عبد المنعم الجوجري (ت 889 هـ) ومن الفقيه محمد بن محمد بن الخضيري (ت 894). بعدئذ استقرَّ في المدينة وكانت وفاته بمكة في ذي الحجة من سنة 926 هـ / نوفمبر 1520 بعد أسقام عديدة عاناها في أواخر حياته. 

## مهنته الأدبية

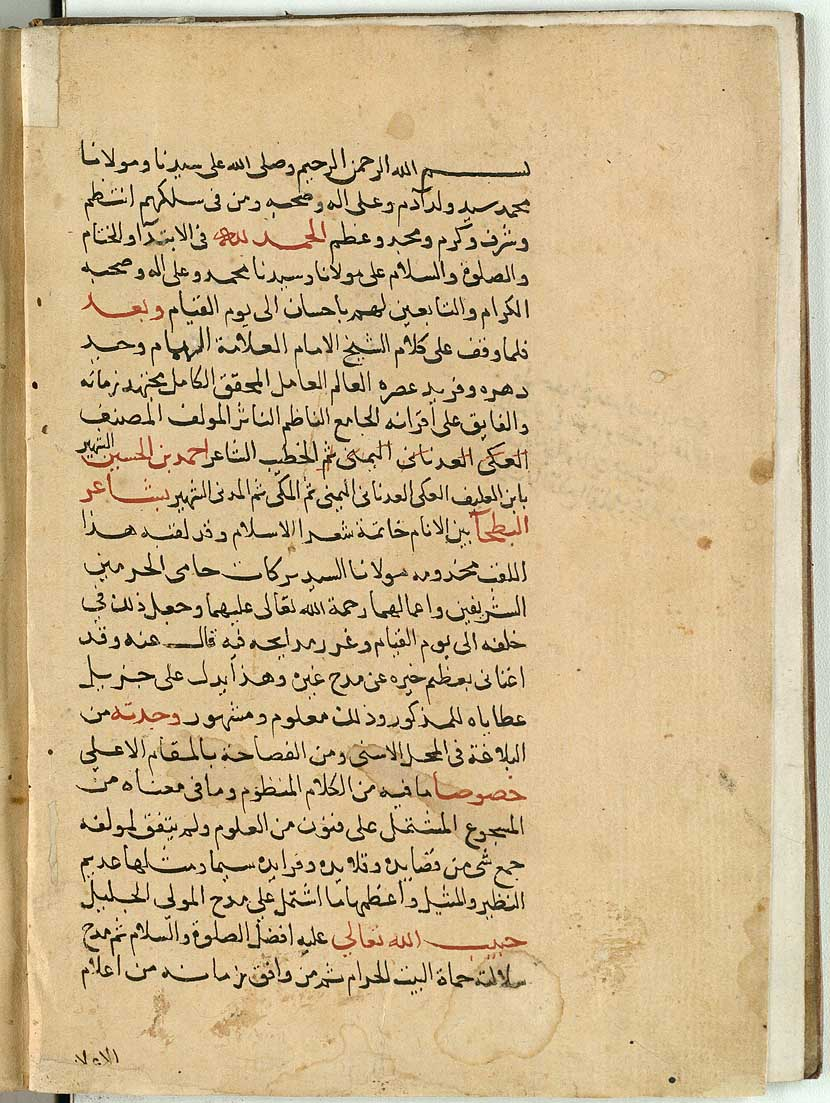
الصفحة الأولى من نسخة خطية لديوان ابن العليف المكي والتي تحفظ في المكتبة الملكية الدانمركية ، تم الاستحواذ عليها في القاهرة عام 1763 من قبل عالم اللغة الدنماركي فريدريك كريستيان فون هافن.

وصف ابن العليف المكي «رجلًا حسن العشرة يتكسّب بنَسخ الكتب». وكان متكلّمًا بليغًا وشاعرًا مقبول الشعر وصله من أشعاره قصيدةٌ طويلةٌ تنطوي على حِكَمٍ كثيرة، وهي في نور السافر ستّون بيتًا. 

وقد مدح بركات بن محمد شريف مكة (903 - 931 هـ) واقتصر على مدحه وكذلك كان مصنّفًا ألّف للسلطان العثماني بايزيد الثاني بن محمد، بعنوان الدُّرَّ المنظوم في مناقب سلطان الروم مطلعها :خذوا من ثنائي موجب الحمد والشكر/ومن دُرِّ لفظي طيِّب النَّظم والنَّثر. ومدحه فيه بقصيدة رائية ومدح معه نفرًا من الأمراء العثمانيين. ويحكى أنها لما وصلت إلى السلطان أبي يزيد خان سر بها، وأمر لقائلها أحمد العليف بألف دينار دينار جائزة، ورتب له في كل عام خمسين أو مئة دينار ذهبا كانت تصل إليه في كل عام. 
وله أيضًا كتاب الشهاب الهاوي على منشئ الكاوي ردًا على كتاب السيوطي الكاوي لدماخ السّخاوي. من شعره في المودة والعداوة:

## مؤلفاته
- الدُّرَّ المنظوم في مناقب سلطان الروم
- الشهاب الهاوي على منشئ الكاوي
- المنتقد اللوذعي على المجتهد المدعي

وتوجد نسخة من ديوانه بالمكتبة الملكية الدانمركية، 285 ورقًا.  وله ديوان آخر مخطوط رقمه في مكتبة برلين الحكومية 7931 عني بجمعه محمد الحسين السمرقندي، يتكون من 91 قصيدة و33 مقطوعة و30 نتفة وثلاثة أبيات يتيمة. وقد تبلغ أبيات الديوان 3729 بيتاً.